# Sandnæs

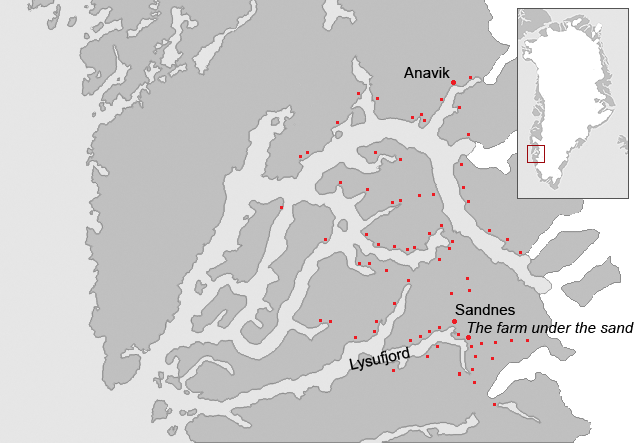
Localización de Sandnæs in the Asentamiento Occidental.

Sandnæs (del nórdico antiguo: tierras arenosas) fue una colonia escandinava que formaba parte del Asentamiento Occidental que los vikingos fundaron en Groenlandia. Estuvo emplazado en el sitio de la actual Kilaarsarfik.

## Historia
La colonia creció rápidamente gracias a la abundancia de pastos que favoreció el comercio del ganado vacuno, a diferencia de otros emplazamientos occidentales que hicieron lo propio con cabras y ovejas. En contrapartida las condiciones para la supervivencia de los colonos fueron mucho más duras.
En las excavaciones realizadas en lo que fue el cementerio de la colonia se encontró una punta de flecha procedente de una tribu de skrælings de Labrador, que junto a otros indicios hace suponer que el comercio con Vinland siguió funcionando tras las expediciones de Leif Erikson.